# شکوفه‌هایی در برادوی
شکوفه‌هایی در برادوی (انگلیسی: Blossoms on Broadway) یک فیلم کمدی آمریکایی به کارگردانی ریچارد والاس است که در سال ۱۹۳۷ منتشر شد.

## بازیگران
- ادوارد آرنولد
- شرلی راس
- جان ترنت
- روفی دیویس
- جو وبر
- لو فیلدز
- ویلیام فرالی
- فرانک کراون
- کیتی کلی
- جانی آرتور
- ادوارد بروفی
- چارلز هالتون
- تاینی سندفورد
- بروکس بندیکت
- بتی راس کلارک